# 查尔斯·斯通斯崔特
查尔斯·亨利·斯通斯崔特SJ（1813年11月21日—1885年7月3日）是美国天主教神父兼耶稣会士，曾任马里兰省耶稣会省级会长、喬治城大學校長等宗教与学术要职。他生于马里兰州，就读乔治城大学期间与他人创办爱民会。加入耶稣会并在乔治城大学担任教授后，他又当上马里兰州弗雷德里克圣约翰文学院校长和圣约翰福音天主教堂神父。斯通斯崔特1851年起担任两年喬治城大學校長，任职期间督导校图书馆扩张，首届天主教巴尔的摩全体会议在该校举行。
斯通斯崔特担任省级会长期间与安东尼·钱皮合作，为遭受重大火灾打击的聖十字學院善后，应对日益滋长的反天主教情绪。面对一无所知运动的暴力行径，他要求耶稣会士在公共场合不要穿神职服装，也不要以教会头衔演讲。执掌公撒格学院期间他督导哥伦比亚特区圣类思天主教堂的成立与建设，当上首任神父。1863年斯通斯崔特参与波士顿学院法定注册程序，还走上法庭对林肯遇刺案牵涉的阴谋作证，特别是玛丽·苏拉特与塞缪尔·穆德的所做所为。此后他在乔治城、马里亚州、华盛顿哥伦比亚特区各地教会任职，曾任哥伦比亚特区圣三一天主教堂神父，在圣十字学院度过晚年。

## 早年经历与教育
查尔斯·亨利·斯通斯崔特1813年11月21日生于马里兰州查爾斯縣烟草港村，父亲是知名律师，希望儿子长大继承父业。斯通斯崔特进入圣玛丽斯县菲利普·布里斯科开办的古典学府，获华盛顿哥伦比亚特区乔治城大学录取并在1833年毕业。
1830年，斯通斯崔特在乔治城大学与部分同学签署爱民会创会宪章，是该组织创始人和首批会员。同年他在毕业典礼发表演讲《亚里士多德对后代的主张》，1833年又在毕业典礼演说《论古代文学》。斯通斯崔特毕业后于1833年8月14日加入耶稣会，次年7月28日正式拿到文学学士学位。按耶稣会士要求研究哲学期间，他还在乔治城大学教授法语、数学、语法。

## 事业早期

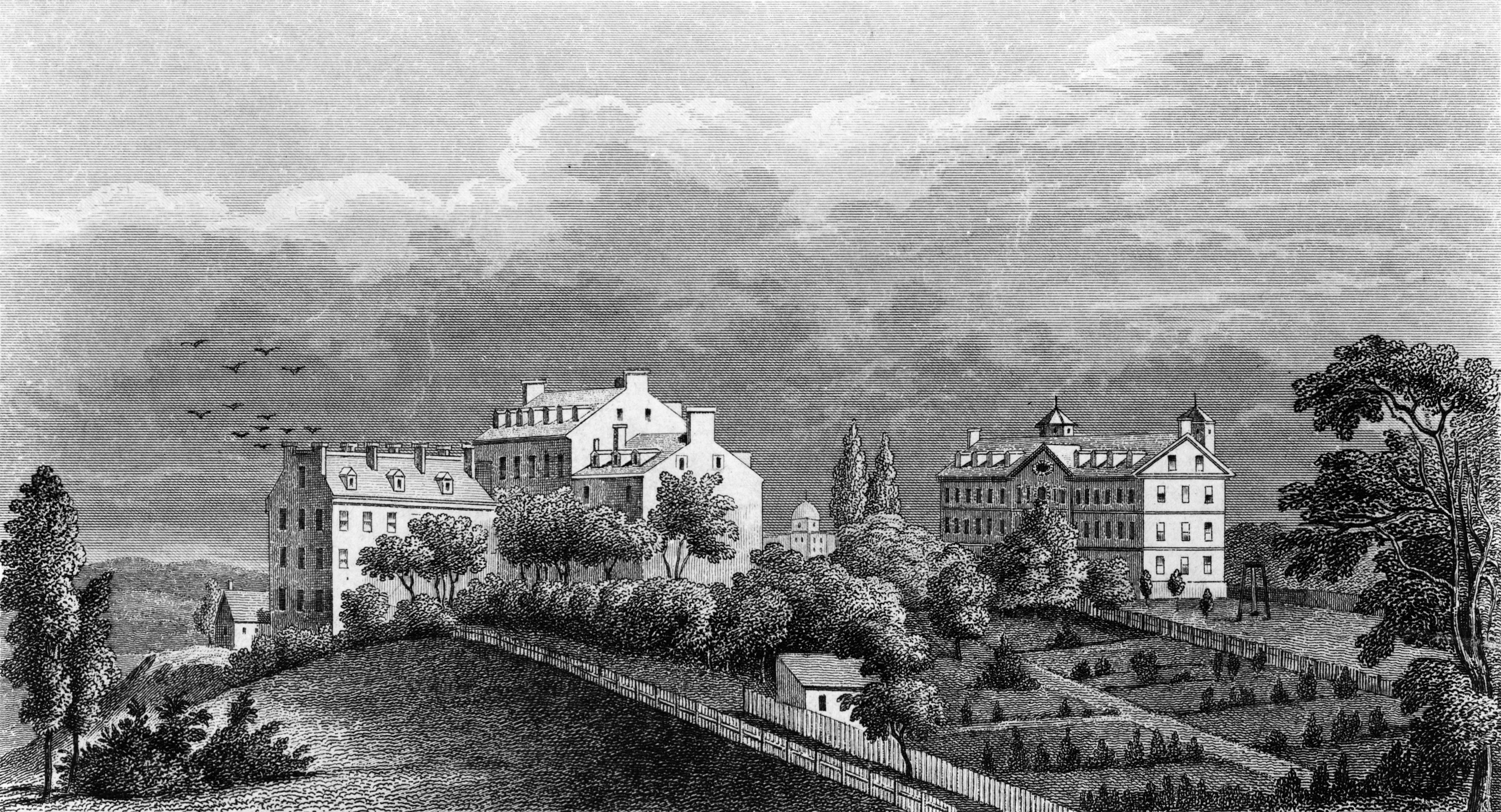
19世纪中期的乔治城大学，背景是新天文台

斯通斯崔特当上乔治城大学教授兼教长。教长只比学生年纪稍长，学生对他们提出的纪律要求经常拒绝配合。斯通斯崔特抱怨学生太不听话，事态往往演变成双方相互攻击，感觉自己就像“职业拳击手”。詹姆斯·克里此时在校创办乔治城天文台，需购买大量设备。1841年冬他告知斯通斯崔特需购置子午儀，后者从母亲的遗产里拿出两千美元（相当于2020年的五万美元），克里买来子午仪后开始启用天文台。斯通斯崔特曾陪同30名学生到马里兰州圣玛丽斯县圣伊尼戈斯度年假，路上乘坐的驿站马车因鲁莽驾驶翻倒，其他人只受轻伤，但斯通斯崔特情况严重并返回学校。
1843年7月4日，斯通斯崔特晉鐸祭司。他前往弗吉尼亚州亚历山德里亚传教，1848年受命出任马里兰州弗雷德里克圣约翰文学院校长，持续任职到1850年。同期他还在弗雷德里克圣约翰福音天主教堂任副牧师，协助牧师托马斯·利利，不久便扶正并持续担任牧师两年，共有安东尼·钱皮等三名副手。圣约翰文学院前任校长也是利利，1850年，斯通斯崔特在学校和教堂的职务均由托马斯·穆勒迪接手。

## 乔治城大学

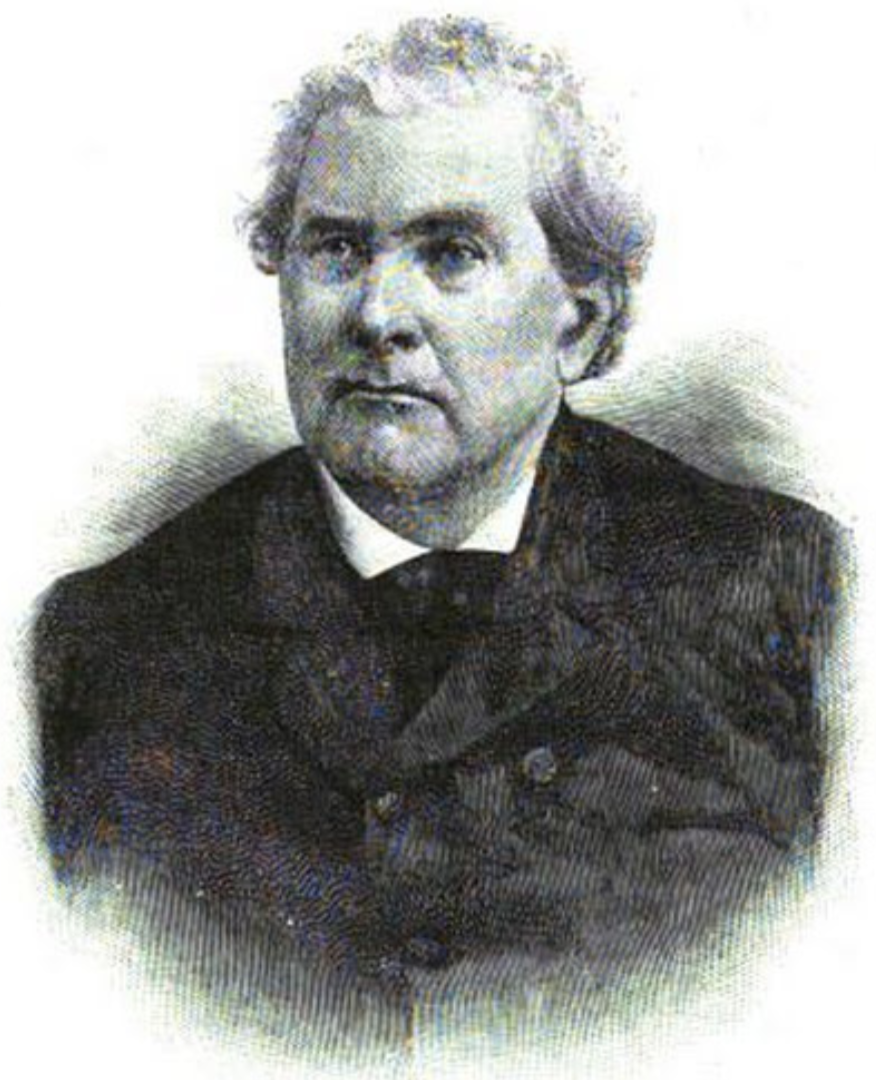
斯通斯崔特画像

斯通斯崔特1851年8月1日就任喬治城大學校長。为纪念天主教朝圣者登上马里兰殖民地，他1852年5月与芝加哥主教詹姆斯·奥利弗·范德维尔德、纳什维尔主教理查德·皮乌斯·迈尔斯、落基山脉以东印第安领地主教约翰·巴布蒂斯特·米奇一起前往圣伊尼戈斯。斯通斯崔特任职期间，首届天主教巴尔的摩全体会议在乔治城大学举行，十二名主教、一名主教冠修道院长、两名宗教领袖与会。同年医学系首次参加毕业典礼，向首批共四人颁发醫學士学位。乔治城图书馆在斯通斯崔特任内显著扩张，新增他从罗马运来的近九百本书。大幅扩张导致位于旧北楼的图书馆空间不足，校长于是争取新建规模更大的楼房。
斯通斯崔特对乔治城大学的管理整体类似甩手掌柜，1852年6月省级会长向耶稣会总会长递交的报告对此表示赞同。他处事态度平和，与前校长詹姆斯·莱德对比鲜明，深得教职员工和学生青睐。在他的带动下，学校纪律更强调执行天主教实践，天主教学生后来每个月都要忏悔两次。学生普遍不守规矩，斯通斯崔特发现最不愿服从权威的学生大多是在南部奴隶制文化影响下长大，以往对那些可能产生问题的行为非常放纵。众多智利学生对每月两次忏悔申请豁免得到批准。1852年8月，斯通斯崔特接受任命出任马里兰省耶稣会省级会长，校长职位由伯纳德·马奎尔接手。

## 省级会长
1852年夏，马里兰省耶稣会省级会长伊格纳提乌斯·布罗卡德突然去世，总会长扬·鲁坦8月15日提名斯通斯崔特继任。斯通斯崔特是首位没有在罗马受训却当上耶稣会省级会长的马里兰州人。

### 圣十字学院火灾

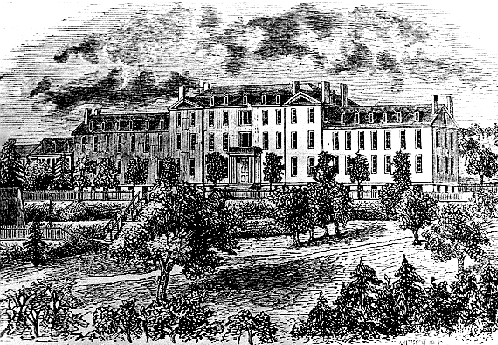
圣十字学院1852年发生重大火灾，芬威克礼堂（图）几乎烧成白地

7月14日，位于马萨诸塞州伍斯特的聖十字學院发生重大火灾，校内大部分设施毁于一旦，主楼芬威克礼堂基本烧成白地，斯通斯崔特就在火灾发生后不久上任。校长钱皮立誓重建，但同样颇具影响的耶稣会士约瑟夫·阿斯克万登坚决反对重开学府。斯通斯崔特前往调停，把校内20名耶稣会士派往别处，只有钱皮和彼得·布伦金索普前去查看学校和农场的废墟。斯通斯崔特征询穆勒迪的意见，依照耶稣会宪章他是否有权关闭学校，穆勒迪认为没有。斯通斯崔特后致信鲁坦，表示应该重建学校，哪怕马里兰省耶稣会需要承担绝大部分债务。鲁坦最终把决定权交给斯通斯崔特。

### 管理马里兰省
耶稣会高层多年来一直在讨论是否创办神学院培养新会士。乔治城大学既有神学研究生，也有世俗子弟，要求神学研究生在深造同时教授其他学子，耶稣会领导层打算把神学教育从学校分离出去。1855年，新任总会长彼得·贝克斯提议乔治城大学负责全美所有耶稣会士的神学研究，不再招收世俗学生。斯通斯崔特反对上述提议，耶稣会关注重点最后转为在其他地方创办专门的神学院。
马里兰州的反天主教情绪日益滋长，特别是在有传言称耶稣会士向教宗宣誓推翻美国后，斯通斯崔特为此在1855年2月致信地方报纸，表达心中爱国自豪感和对马里兰州西岸童年故居的思念。随着1856年总统大选临近，一无所知运动愈演愈烈，斯通斯崔特与马里兰省其他耶稣会士颇感忧虑。1856年春，斯通斯崔特致信罗马表示马里兰省深陷危机。一无所知运动分子在19世纪40到50年代犯下大量暴力罪行，斯通斯崔特下令耶稣会士不要在公共场合身着神职服饰，也不要以神职身份演说，相互称呼时不要使用神职头衔，如称“博士”而非“神父”。

## 公撒格学院与圣类思教堂

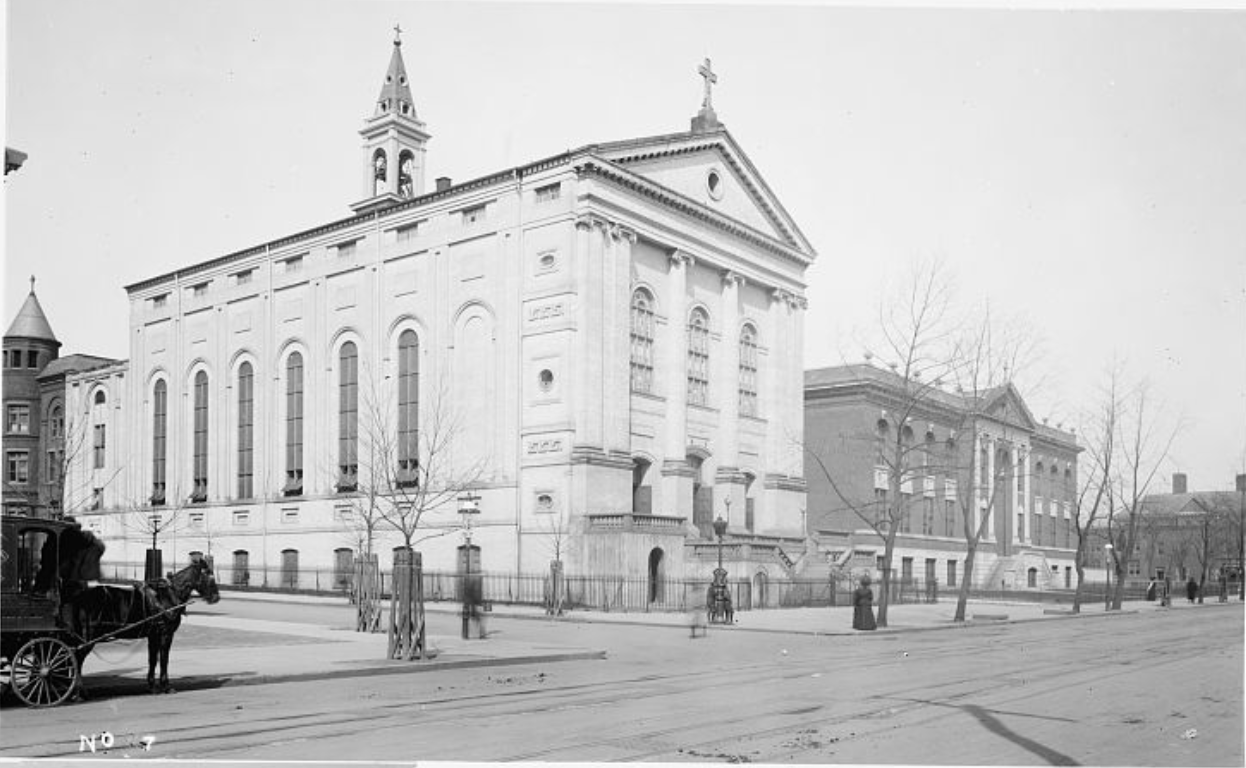
公撒格学院（右）与圣类思教堂（左）

伯查德·维利格当选马里兰省级会长，斯通斯崔特1858年4月25日继任他的华盛顿神学院校长职务。上任后斯通斯崔特呈请国会向该校单独颁发特许，詹姆斯·布坎南总统很快就于5月4日签署法案，授予华盛顿神学院特许，同时承认学府新名称公撒格学院。该校至此从乔治城大学独立，学位不再需要后者授予，学校财产所有权也由乔治城大学转交新校。校方认为亚拉巴马州联邦众议员理查德·亨利·克拉克对国会通过法案贡献特别大。斯通斯崔特次日正式宣布华盛顿神学院由公撒格学院取代，不过此后一段时间还是经常有人把学府称为老神学院。学府更名后直到1868年才有首批共四名学员毕业，公撒格学院首度颁授学位。
执掌公撒格学院期间，斯通斯崔特于1859年1月24日和2月9日分别引领联邦众议院和参议院开会祷告。学院1855年成立的文学社团在他任内更名福基翁社，斯通斯崔特还是该社创始人。管理学院同时，他督导圣类思教堂的成立与建设，圣巴特利爵教堂多余的耶稣会神父将在新教堂工作。圣类思教堂由耶稣会士本尼迪克特·塞斯蒂尼设计，1859年11月落成，约翰·休斯大主教和莱德在典礼上布道。
1860年，斯通斯崔特去信耶稣会总会长，请辞校长和圣类思教堂神父职务。威廉·弗朗西斯·克拉克受命继任。

## 内战及后续时期

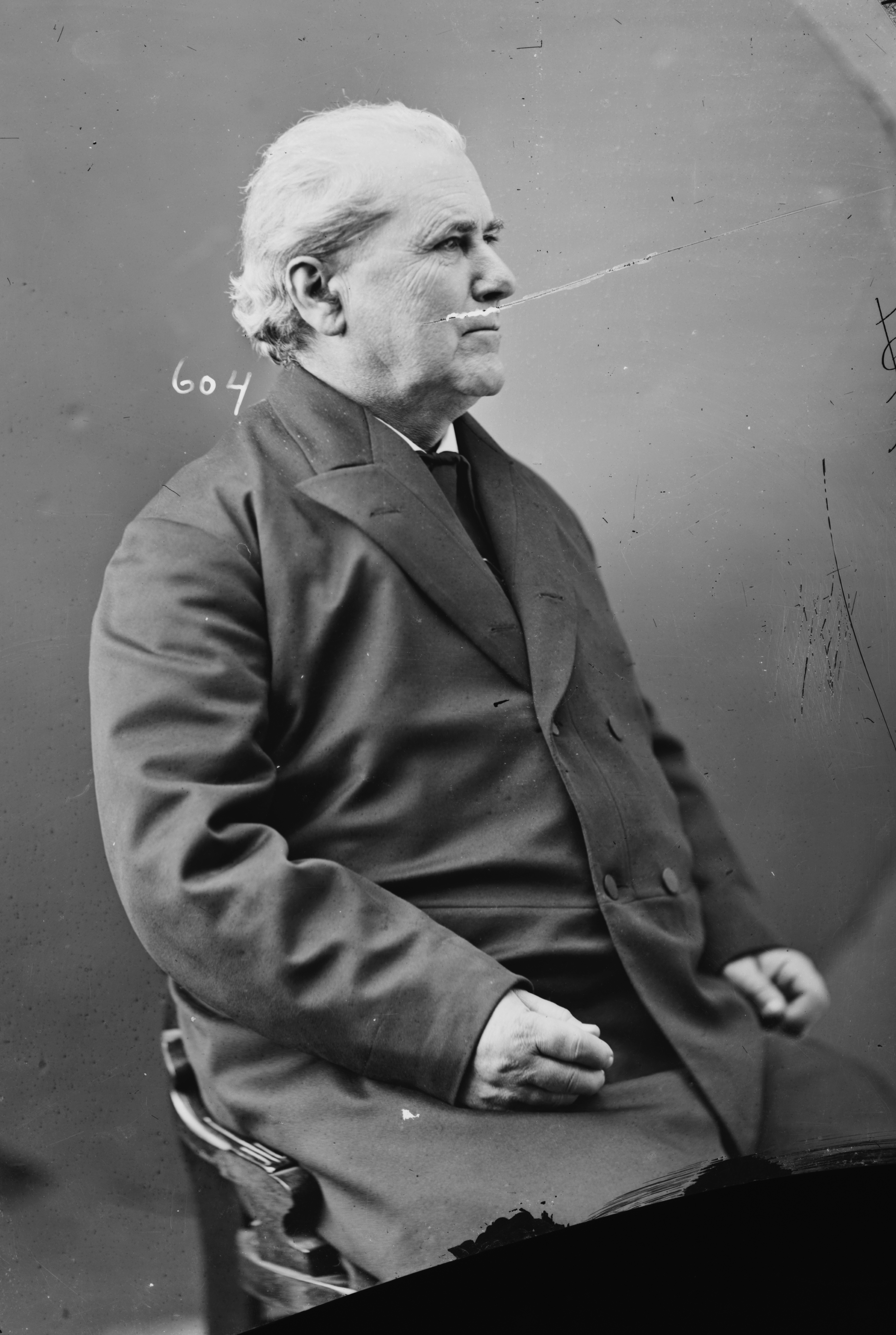
斯通斯崔特的照片

斯通斯崔特卸任后担任乔治城大学修辞学教授，并在多所院校任教长。南北战争时期耶稣会高层要求乔治城大学会士在公开场合保持中立，不要偏向任何一方。但校内大部分耶稣会士和学生站在邦联一边，斯通斯崔特还有亲人加入南方军队。罗马高层任命他担任庶务员。1861至1862年和1863至1864年斯通斯崔特两度进入乔治城大学董事会，担任该校校长期间也不例外。
1863年3月31日，马萨诸塞州议会正式注册波士顿学院，斯通斯崔特与另外四名耶稣会士都是宪章上注明的学院法人代表。1864至1865年，他在马里兰州黑格斯敦服务圣马利亚教会教众。

### 林肯遇刺阴谋案
亚伯拉罕·林肯总统遇刺后，斯通斯崔特曾在1865年出庭作证。他在法庭上表示已经认识玛丽·苏拉特20余年，后者是圣类思教堂教友，但过去14年很少看到她，更不知道她拥护叛国罪行。斯通斯崔特作证时，美国社会对天主教徒的猜忌日渐加重，好几名嫌犯已经证实信奉天主教，江湖传言宣称天主教会与总统遇刺落不了干系。
为约翰·威尔克斯·布斯治疗腿部骨折的塞缪尔·穆德医生受审时，斯通斯崔特再度出庭作证。他表示1850年执掌圣约翰文学院时，穆德确是该校学生，但不确定1850年12月圣诞节假期时被告是否留在学校。

## 晚年
斯通斯崔特在19世纪60年代后期回到弗雷德里克圣约翰福音天主教堂当教区神父。1868年执掌公撒格学院与圣类思教堂的贝纳丁·维吉特病倒，斯通斯崔特临时代替，直到1869年8月詹姆斯·克拉克受命继任。
1869年喬治城大學校長马奎尔身体恶化，斯通斯崔特曾是继任人选。但新任省级会长约瑟夫·凯勒担心他年纪太大，最后约翰·厄尔利获得任命。斯通斯崔特1870年当上乔治城圣三一天主教堂神父并持续任职四年。他1880年成为圣十字学院精神之父，但身体健康在1883年左右恶化，最后于1885年7月3日与世长辞，享年71岁。

### 脚注
1. 1 2  Dunigan 1852，第9頁.
2. 1 2  Buckley 2013，第100頁.
3. 1 2 3 4 5 6  Shea 1891，第177頁.
4. 1 2 3 4 5  Curran 1993，第157頁.
5. ↑  Easby-Smith 1907，第262頁.
6. ↑  Easby-Smith 1907，第91頁.
7. ↑  Shea 1891，第103頁.
8. ↑  Shea 1891，第96頁.
9. ↑  Shea 1891，第109頁.
10. ↑  Woodstock Letters 1885，第401頁.
11. ↑  Shea 1891，第112頁.
12. ↑  Curran 1993，第181–182頁.
13. ↑  Easby-Smith 1907，第78頁.
14. ↑  Shea 1891，第138頁.
15. ↑  Shea 1891，第134頁.
16. ↑  Easby-Smith 1907，第92頁.
17. ↑  Williams & McKinsey 1997，第447頁.
18. ↑  The Catholic Church in the United States of America 1914，第93頁.
19. ↑  Stanton 1900，第74頁.
20. ↑  Shea 1891，第172頁.
21. ↑  Shea 1891，第174頁.
22. ↑  Shea 1891，第175頁.
23. 1 2  Shea 1891，第176頁.
24. ↑  Curran 1993，第196–197頁.
25. 1 2  Curran 1993，第172頁.
26. ↑  Curran 1993，第179頁.
27. ↑  Curran 1993，第158頁.
28. 1 2  Kuzniewski 1999，第85頁.
29. ↑  Curran 2012，第139頁.
30. ↑  Kuzniewski 1999，第80頁.
31. ↑  Kuzniewski 1999，第81頁.
32. ↑  Kuzniewski 1999，第86頁.
33. ↑  Kuzniewski 1999，第87頁.
34. ↑  Curran 1993，第258頁.
35. ↑  Curran 1993，第137頁.
36. ↑  Croce 2017，第14頁.
37. ↑  Hill 1922，第58頁.
38. 1 2  Devitt 1935，第46頁.
39. ↑  Hill 1922，第61–62頁.
40. ↑  Hill 1922，第65頁.
41. ↑  Hill 1922，第62頁.
42. ↑  Hill 1922，第67頁.
43. ↑  Hill 1922，第55頁.
44. ↑  Hill 1922，第72頁.
45. 1 2  Devitt 1935，第47頁.
46. ↑  Hill 1922，第71頁.
47. ↑  Hill 1922，第73頁.
48. ↑  Curran 1993，第226頁.
49. ↑  Curran 1993，第403頁.
50. ↑  O'Connor 2011，第17頁.
51. ↑  The Catholic Church in the United States of America 1914，第96頁.
52. ↑  Chamlee, Jr. 1990，第341頁.
53. ↑  Long 2015.
54. ↑  Pitman 1865，第213頁.
55. ↑  Stanton 1900，第75頁.
56. ↑  Devitt 1935，第50頁.
57. ↑  Curran 1993，第280頁.
58. ↑  Devitt 1935，第41頁.
59. ↑  Woodstock Letters 1885，第402頁.